# Onkel Toms Hütte (métro de Berlin)
Onkel Toms Hütte (« La Case de l'oncle Tom » en allemand) est une station du métro de Berlin située au cœur du lotissement éponyme, Onkel Toms Siedlung, à Zehlendorf dans l'arrondissement de Steglitz-Zehlendorf.

## Situation
Onkel Toms Hütte se trouve en zone B des transports en commun de Berlin-Brandebourg, avant-dernière station au sud de la ligne 3. Elle est en surface, à la même hauteur que le terrain environnant.

## Nom
Le nom de la station fait directement référence au roman éponyme que l'écrivain américain Harriet Beecher Stowe écrivit en 1852 sur le thème de l'esclavage.
La station a reçu ce nom dès sa mise en service en 1929, quoique le nom de Fischtal (« la vallée du poisson ») circulait également pendant sa construction. Le lotissement environnant qui s'est construit dans le même temps, entre 1926 et 1932, porte ce même nom Onkel-Toms-Hütte ou Onkel-Toms-Siedlung (« le lotissement de l'oncle tom »). Par ailleurs, le lotissement est également surnommé « lotissement des perroquets » ou Papagaiensiedlung à cause de son aspect multicolore et du nom de l'initiative citoyenne qui l'a promu.
Mais le nom du lotissement a lui-même été inspiré par celui d'une auberge de la forêt de Grunewald que le propriétaire, Thomas, avait décidé d'appeler ainsi. L'auberge (Wirtshaus en allemand) construite en 1885 était constituée d'un toit en chaume et d'une grande étable ainsi que d'une vaste terrasse pour les voyageurs. Elle était située dans le parc naturel Riemeisterfenn à 700 mètres à l'ouest de la station de métro. On a démoli en 1978 la « case » qui était déjà dans un état de délabrement avancé. Depuis s'est établi à cet endroit un centre équestre

## Correspondance
Il existe des correspondances possibles avec la ligne diurne d'autobus 118 (Rathaus Zehlendorf ↔ Potsdam, Drewitz Stern-Center) et la ligne nocturne N3 (Wittenbergplatz ↔ Mexikoplatz).